# المناظرات الرئاسية الأمريكية 2024
المناظرات الرئاسية الأمريكية 2024 هي سلسلة من المناظرات التي جرت خلال الانتخابات الرئاسية الأمريكية 2024.
عُقدت ثلاث مناظرات خلال موسم الانتخابات. كانت أولى مناظرات الانتخابات العامة بين المرشحين الرئيسيين برعاية سي إن إن وحضرها مرشح الحزب الديمقراطي المحتمل جو بايدن ومرشح الحزب الجمهوري المحتمل دونالد ترامب في 27 يونيو 2024. اعتُبر أداء بايدن ضعيفًا على نطاق واسع خلال المناظرة الأولى، حيث دعا العديد من المعلقين و الديمقراطيين إلى انسحابه من السباق. انسحب بايدن من ترشيحه لإعادة الانتخاب في 21 يوليو. أُقيمت المناظرة الثانية، التي رعتها  ABC، في 10 سبتمبر بين ترامب وكامالا هاريس التي أصبحت رسميا مرشحه عن الحزب الديمقراطي للرئاسه بدل بايدن. أُقيمت مناظرة نائب الرئيس، التي رعتها CBS، في الأول من أكتوبر.
كان من المقرر في الأصل إجراء أربع مناظرات انتخابية عامة برعاية لجنة المناظرات الرئاسية (CPD) بين 16 سبتمبر و9 أكتوبر 2024. عارض كل من بايدن وترامب تنسيق وجدول المناظرات الذي وضعته CPD. في مايو 2024، اتفقت الحملتان على تجاوز CPD وإجراء المناظرات البديلة، مما أدى إلى إلغاء المناظرات التي كانت مقررة بواسطة CPD.

## خلفية

### لجنة المناظرات الرئاسية
في أبريل 2022، صوتت اللجنة الوطنية للحزب الجمهوري (RNC) بالإجماع على الانسحاب من لجنة المناظرات الرئاسية (CPD)؛ حيث وصفت رئيسة اللجنة رونا مكدانييل المنظمة بأنها "منحازة" وأكدت أنهم سيجدون "منصات مناظرات جديدة وأفضل" للمرشحين الجمهوريين في المستقبل. جاء هذا الإعلان بعد سنوات من التوتر بين المنظمتين، بما في ذلك تهديد سابق من RNC بتغيير قواعدها لمنع المرشحين من المشاركة في مناظرات CPD. ردت اللجنة بالقول إن "[خططها] لعام 2024 ستستند إلى العدالة والحياد والتزام قوي بمساعدة الجمهور الأمريكي على التعرف على المرشحين والقضايا".
لم يحضر الرئيس السابق دونالد ترامب، المرشح الأوفر حظًا للحصول على ترشيح الحزب الجمهوري، أيًا من المناظرات الأولية، واصفًا إياها بأنها غير ضرورية لحملته وادعى تعرضه لمعاملة غير عادلة من قبل المنظمين. وقد اتهم سابقًا لجنة CPD بمعاملته بشكل غير عادل في مناظرات 2016 و2020. ومع ذلك، أخبر ترامب مضيف فوكس نيوز بريت باير في مقابلة في يونيو 2023 أنه مهتم بالمناظرة مع الرئيس الحالي جو بايدن إذا أصبح مرشحًا ديمقراطيًا. في ذلك الوقت، لم يكن بايدن قد التزم بحضور المناظرة أيضًا، حيث كانت حملته أيضًا في صراع مع اللجنة لفشلها في تطبيق قواعدها ضد ترامب، على الرغم من أنه أكد في أبريل 2024 أنه يخطط لمناظرة ترامب.
أصبح بايدن وترامب مرشحين محتملين لحزبيهما في مارس 2024، مما يمهد الطريق لأول إعادة انتخاب رئاسية منذ 1956. في 14 أبريل 2024، وقعت عدد من المنظمات الإخبارية الكبرى رسالة مفتوحة إلى المرشحين المحتملين تحثهم على حضور المناظرات، مشيرة إلى "التقليد الغني في ديمقراطيتنا الأمريكية" وأن "المخاطر العالية بشكل استثنائي" تتطلب إجراء المناظرات. من بين الموقعين ABC News وسي بي إس نيوز وسي إن إن وإن بي سي نيوز وفوكس نيوز، وغيرها.
إذا اختار أي من مرشحي الحزبين الرئيسيين عدم حضور مناظرة الانتخابات العامة، فستكون هذه المرة الثانية على التوالي التي يحدث فيها ذلك، حيث كانت المرة الأولى في مناظرات عام 2020، عندما رفض الرئيس ترامب حضور المناظرة الثانية مع بايدن لأنها كانت ستقام افتراضيًا بدلاً من أن تكون شخصية بعد تشخيص ترامب بكوفيد-19. حدث ذلك سابقًا في 1980، عندما رفض الرئيس جيمي كارتر حضور المناظرة الأولى مع رونالد ريغان بسبب وجود المرشح المستقل جون بي. أندرسون.
دفع Chris LaCivita وسوزان وايلز، مديرا حملة ترامب، من أجل إجراء المزيد من المناظرات التي تنظمها CPD، بالإضافة إلى إجرائها في وقت أبكر من الموعد المخطط له في سبتمبر، على الرغم من أن اللجنة رفضت الاستجابة. طوال حملته الانتخابية لعام 2024، أكد ترامب نيته التعاون مع CPD مرارًا وتحدى بايدن للمناظرة "في أي مكان، في أي وقت، وفي أي مكان".
أعلنت CPD عن جدول مناظراتها الأربع في 20 نوفمبر 2023. كان من المقرر أن تبدأ جميع المناظرات في الساعة التاسعة مساءً بتوقيت شرق الولايات المتحدة وأن تستمر لمدة تسعين دقيقة دون انقطاع. لكي يتأهل المرشحون للمناظرات التي تنظمها CPD، كان يجب عليهم تلبية المعايير التالية: (كان يجب أن يتأهل مرشحو نائب الرئيس بكونهم رفقاء مرشح رئاسي مؤهل)
- أن يكونوا مؤهلين دستوريًا لتولي الرئاسة.
- الظهور على عدد كافٍ من بطاقات الاقتراع ليكون لديهم إمكانية رياضية للفوز بأغلبية الأصوات في الهيئة الانتخابية.
- الحصول على مستوى دعم لا يقل عن 15% من الناخبين الوطنيين كما تحدده خمس منظمات استطلاع رأي وطنية اختارتها اللجنة، باستخدام متوسط نتائج تلك المنظمات التي تم الإبلاغ عنها مؤخرًا عند تحديد ذلك.

في 24 يونيو 2024، أعلنت CPD أنها ستقوم بإلغاء المواقع التي اختارتها لمناظراتها لعام 2024 من عقودها، مضيفةً أن "CPD مستعدة لرعاية مناظرات عام 2024 إذا تغيرت الظروف."